# 学習雑誌
学習雑誌（がくしゅうざっし）は、学習を主目的とした児童向けの雑誌。児童の学習状況に応じるため学年毎に編集され、漫画などの娯楽記事も同時に掲載されることが多い。

## 幼児向け
- 小学館発行のもの
  - 『マミイ』（1972年 - 2009年）0-2歳
  - 『ベビーブック』（1966年 - ）1-3歳
  - 『めばえ』（1959年 - ）2-4歳
  - 『よいこ』（1956年 - 1995年）3歳-幼稚園入園前
  - 『幼稚園』（1932年 - ）幼稚園児
  - 『学習幼稚園』（1982年 - ）幼稚園児 - 学年別学習雑誌の一冊。
  - 『おひさま』
- 講談社発行のもの
  - 『げんき』（1994年 - ）1-3歳
  - 『おともだち』（1972年 - ）2-4歳
  - 『たのしい幼稚園』（1936年 - ）幼稚園児

## 小学生向け
- 小学館の学年別学習雑誌
  - 『小学一年生』（1925年 - ）
  - 『小学二年生』（1925年 - 2016年 ）
  - 『小学三年生』（1925年 - 2012年）
  - 『小学四年生』（1924年 - 2012年）
  - 『小学五年生』（1922年 - 2010年）
  - 『小学六年生』（1922年 - 2010年）
- 講談社の学年別学習雑誌
  - 『たのしい一年生』（1956年 - 1963年）
  - 『たのしい二年生』（1957年 - 1963年）
  - 『たのしい三年生』（1957年 - 1963年）
  - 『たのしい四年生』（1958年 - 1963年）
  - 『たのしい五年生』（1959年 - 1963年）
  - 『たのしい六年生』（1960年 - 1963年）
- 学研の科学と学習（1946年 - 2010年）
  - 『1年の科学』・『1年の学習』
  - 『2年の科学』・『2年の学習』
  - 『3年の科学』・『3年の学習』
  - 『4年の科学』・『4年の学習』
  - 『5年の科学』・『5年の学習』
  - 『6年の科学』・『6年の学習』

## 中学生向け
- 小学館発行のもの 
  - 『中学生の友』（1949年 - 1963年） - 1957年以降学年別に
    - 『中学生の友1年』
    - 『中学生の友2年』
    - 『中学生の友3年』

  - 『女学生の友』（1950年 - 1977年）